# Сент-Обен-ле-Моньяль
Сент-Обен-ле-Монья́ль (фр. Saint-Aubin-le-Monial) — коммуна во Франции, находится в регионе Овернь. Департамент коммуны — Алье. Входит в состав кантона Бурбон-л’Аршамбо. Округ коммуны — Мулен.
Код INSEE коммуны — 03218.

## Население
Население коммуны на 2008 год составляло 289 человек.
| 1962 | 1968 | 1975 | 1982 | 1990 | 1999 | 2008 |
| ---- | ---- | ---- | ---- | ---- | ---- | ---- |
| 343  | 403  | 295  | 273  | 269  | 278  | 289  |

## Экономика
В 2007 году среди 194 человек в трудоспособном возрасте (15—64 лет) 139 были экономически активными, 55 — неактивными (показатель активности — 71,6 %, в 1999 году было 64,6 %). Из 139 активных работали 135 человек (76 мужчин и 59 женщин), безработных было 4 (1 мужчина и 3 женщины). Среди 55 неактивных 10 человек были учениками или студентами, 26 — пенсионерами, 19 были неактивными по другим причинам.